# Mycetophila aliciae
Mycetophila aliciae är en tvåvingeart som beskrevs av Duret 1981. Mycetophila aliciae ingår i släktet Mycetophila och familjen svampmyggor. Inga underarter finns listade i Catalogue of Life.